# Arlit
Arlit ist eine Bergbaustadt in Niger. Sie ist der Hauptort des Departements Arlit in der Region Agadez. Die Stadt am Westrand des Aïr-Gebirges ist vor allem wegen des Uranabbaus bekannt.

## Geographie

### Lage und Gliederung

Karte von Südalgerien und Umgebung. Arlit ist unten rechts

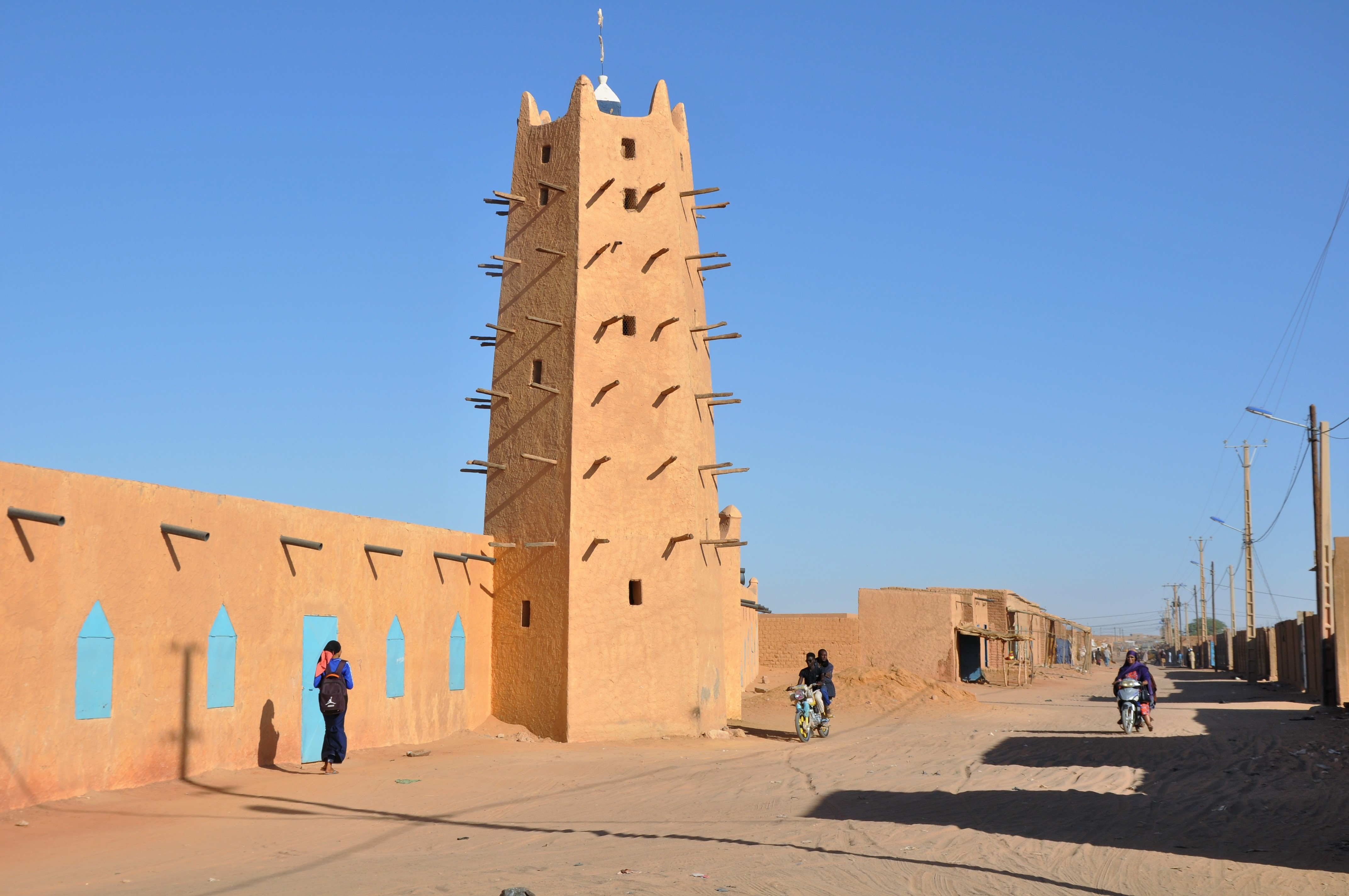
Eine nach dem Vorbild der Großen Moschee von Agadez gestaltete Moschee in Arlit (2018)

Arlit liegt im Norden des Landes, rund 180 Kilometer südöstlich des nigrisch-algerischen Grenzortes Assamaka und rund 205 Kilometer nordwestlich der Regionalhauptstadt Agadez. Die Stadtgemeinde Arlit grenzt im Norden, Osten und Westen an die Landgemeinde Gougaram und im Süden an die Landgemeinde Dannet.
Arlit ist in mehrere Stadtviertel gegliedert: Akokan Carré A, Akokan Carré B (Birni), Akokan Carré C (Madina), Boukoki Est (Akokan), Boukoki I, Boukoki II, Carré Nouveau Marché, Carré SNTN, Cité COMINAK (Cité Akokan), Cité SOMAÏR Areva, Sahel, Takirssa Chétima (Bagdad), Tamèsna (Quartier Administratif), Tchétchéni, Tchingalène, Wadata und Zango. Ferner gehören das Dorf Madawella und die Lager Tassilim I und Tassilim II zum Gemeindegebiet.

### Klima
In Arlit herrscht trockenes Wüstenklima vor.
|                        | Jan  | Feb  | Mär  | Apr  | Mai  | Jun  | Jul  | Aug  | Sep  | Okt  | Nov  | Dez  |   |      |
| Mittl. Temperatur (°C) | 19,6 | 22,8 | 27,3 | 32,2 | 35,2 | 35,7 | 34,6 | 33,5 | 33,9 | 30,9 | 25,5 | 20,8 | ⌀ | 29,4 |
| Mittl. Tagesmax. (°C)  | 27,4 | 30,7 | 35,1 | 39,5 | 41,8 | 41,8 | 40,3 | 39,3 | 40,1 | 37,5 | 32,9 | 28,5 | ⌀ | 36,3 |
| Mittl. Tagesmin. (°C)  | 11,1 | 13,9 | 17,8 | 22,6 | 26,4 | 27,7 | 27,5 | 26,9 | 26,0 | 22,5 | 16,6 | 12,3 | ⌀ | 21   |
|                        |      |      |      |      |      |      |      |      |      |      |      |      |   |      |
| Niederschlag (mm)      | 0    | 0    | 0    | 0    | 1    | 2    | 6    | 16   | 4    | 0    | 0    | 0    | Σ | 29   |
|                        |      |      |      |      |      |      |      |      |      |      |      |      |   |      |
| Sonnenstunden (h/d)    | 10,0 | 10,4 | 10,8 | 11,3 | 11,7 | 11,9 | 11,8 | 11,4 | 11,0 | 10,5 | 10,1 | 9,9  | ⌀ | 10,9 |
|                        |      |      |      |      |      |      |      |      |      |      |      |      |   |      |
| Regentage (d)          | 0    | 0    | 0    | 0    | 0    | 1    | 1    | 3    | 1    | 0    | 0    | 0    | Σ | 6    |
|                        |      |      |      |      |      |      |      |      |      |      |      |      |   |      |
| Luftfeuchtigkeit (%)   | 17   | 13   | 10   | 9    | 10   | 14   | 22   | 29   | 18   | 15   | 16   | 18   | ⌀ | 16   |

| 11,1 |

| 13,9 |

| 17,8 |

| 22,6 |

| 26,4 |

| 27,7 |

| 27,5 |

| 26,9 |

| 26,0 |

| 22,5 |

| 16,6 |

| 12,3 |

| 11,1 |

| 13,9 |

| 17,8 |

| 22,6 |

| 26,4 |

| 27,7 |

| 27,5 |

| 26,9 |

| 26,0 |

| 22,5 |

| 16,6 |

| 12,3 |

| N i e d e r s c h l a g | 0   | 0   | 0   | 0   | 1   | 2   | 6   | 16  | 4   | 0   | 0   | 0   |
|                         | Jan | Feb | Mär | Apr | Mai | Jun | Jul | Aug | Sep | Okt | Nov | Dez |

## Geschichte
Arlit wurde 1969 gegründet, um die in der Nähe befindlichen Uran-Vorkommen auszubeuten, die bis heute die wirtschaftliche Grundlage der Stadt bilden. Sie wurde nach der nördlich der Siedlung gelegenen Wasserstelle Arrli benannt. Das Bergbauunternehmen SOMAÏR investierte bis 1976 etwa 7,84 Milliarden CFA-Franc in die Errichtung der Stadt. Noch in den 1970er Jahren ließ das Bergbauunternehmen COMINAK seinen eigenen großen Stadtteil Akokan südwestlich des Zentrums anlegen. Danach verfielen die Uranpreise, sodass Arlit dies zu spüren bekam und die Marktchancen ab den 1980er Jahren schrumpften.
Die Rallye Dakar führte in den Jahren 1979, 1987, 1988 und 1997 über Arlit. Abgeschiedenheit und Uranbergbau machen die Region interessant für islamistische Terroristen. Im Jahr 2010 wurden in Arlit fünf für den Nuklear-Konzern Areva tätige Franzosen sowie ein Togoer und ein Madegasse mutmaßlich von Al-Qaida im Maghreb entführt. Drei Jahre später kamen sie frei und konnten nach Frankreich zurückkehren.

## Bevölkerung

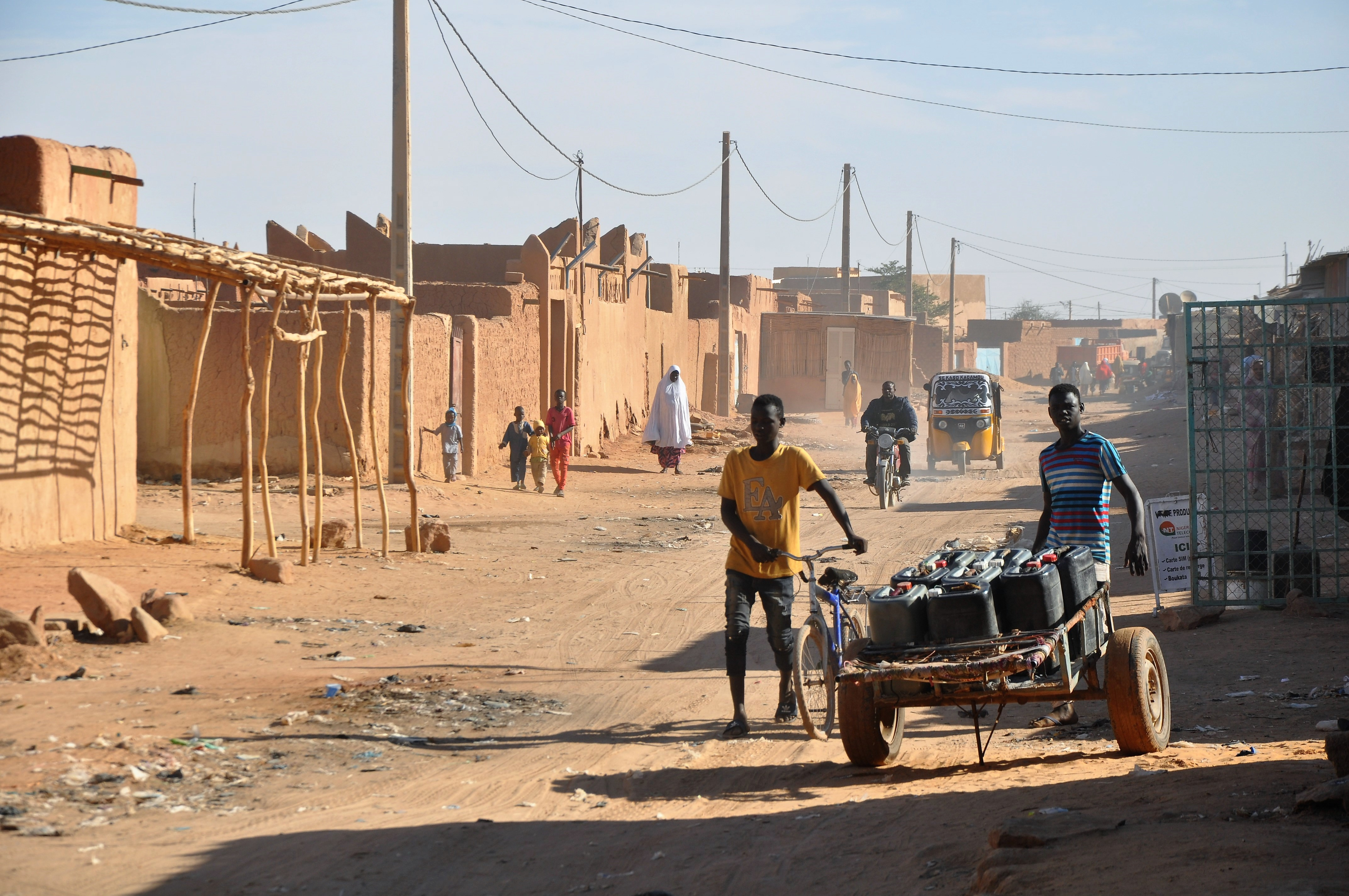
Straßenszene in Arlit (2018)

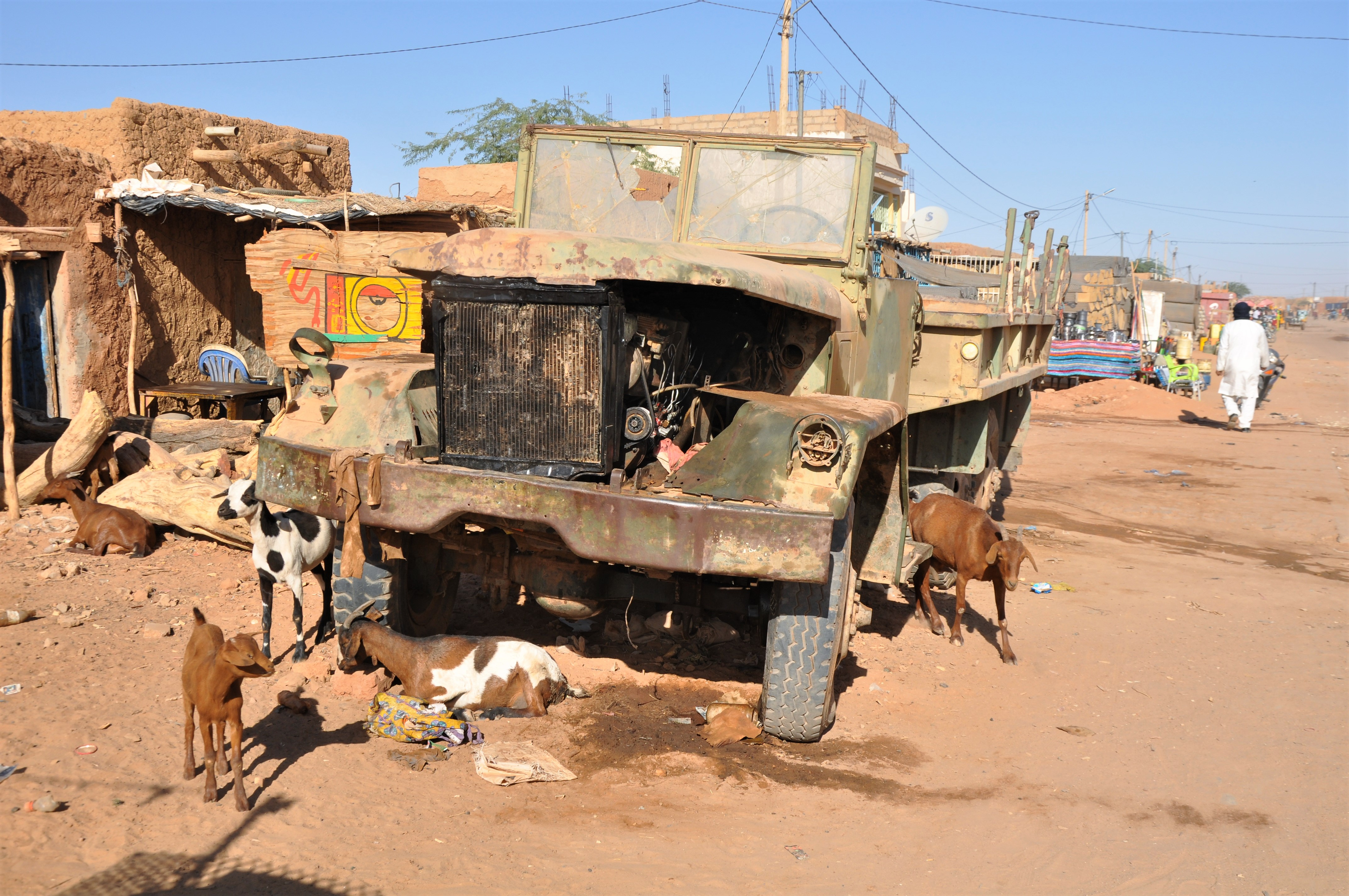
Straßenszene in Arlit (2018)

Bei der Volkszählung 2012 hatte die Stadtgemeinde 79.725 Einwohner, die in 12.751 Haushalten lebten. Arlit ist damit die nach Einwohnern zweitgrößte Stadt in der Region Agadez nach deren Hauptstadt Agadez. Bei der Volkszählung 2001 betrug die Einwohnerzahl 68.835 in 10.426 Haushalten und bei der Volkszählung 1988 32.275 in 6.405 Haushalten. Bei der Volkszählung 1977 hatte Arlit 10.386 Einwohner.
Zur Bevölkerung zählten Kel-Ewey-Tuareg, die von bescheidener Gartenwirtschaft leben.

## Politik und Justiz
Der Gemeinderat (conseil municipal) hat 21 Mitglieder. Mit den Kommunalwahlen 2020 sind die Sitze im Gemeinderat wie folgt verteilt: 9 PNDS-Tarayya, 4 MODEN-FA Lumana Africa, 4 PJP-Génération Doubara, 2 MNSD-Nassara und 2 MPR-Jamhuriya.
Arlit ist der Sitz eines Tribunal de Grande Instance, einem der landesweit zehn Zivilgerichte der ersten Instanz. Die Haftanstalt Arlit hat eine Aufnahmekapazität von 150 Insassen.

## Kultur
Arlit ist ein Schauplatz des 1972 erschienenen Romans Le tambour des sables von Jacqueline Cervon.

## Wirtschaft und Infrastruktur

### Bergbau

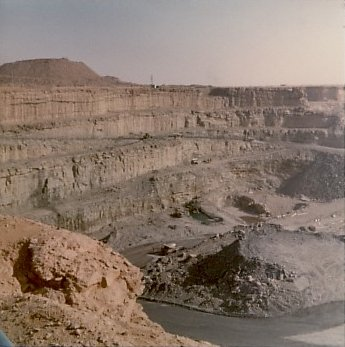
Urantagebau bei Arlit (1981)

Die Förderung des Uranerzes liegt vor allem in der Hand des französischen Nuklear-Konzerns Areva, dem die Verschleierung einer erhöhten radioaktiven Belastung der Umgebung und der Bergarbeiter vorgeworfen wird.

### Landwirtschaft und Handel
In Arlit wird Gartenwirtschaft betrieben, insbesondere Hirse angebaut. Auf den Märkten gibt es daneben Kamele, Ziegen und Käse zu kaufen. Für den Markt am Ort werden zudem Kartoffeln, Weizen, (getrocknete) Tomaten, Knoblauch, Pfeffer, Datteln, Zitrusfrüchte und Granatäpfel bezogen. Getreide und Datteln sind steuerpflichtig. Die agrarmeteorologische Messstation von Arlit wurde 1968 in Betrieb genommen. Das staatliche Versorgungszentrum für landwirtschaftliche Betriebsmittel und Materialien (CAIMA) unterhält eine Verkaufsstelle in der Stadt.

### Gesundheit und Bildung
Es sind mehrere Gesundheitszentren des Typs Centre de Santé Intégré (CSI) mit eigenem Labor und Entbindungsstation vorhanden.
Allgemein bildende Schulen der Sekundarstufe sind der CEG 1 Arlit, der CEG 2 Arlit, der CEG Akokan, der CEG Badda Akokan, der CEG FA Akokan, der CES Bachir Baderi Akokan, der CES FA Arlit und der LEG Arlit. Das Kürzel CEG steht für Collège d’Enseignement Général, CES für Collège d’Enseignement Secondaire und LEG für Lycée d’Enseignement Général. Als CEG FA und CES FA werden Sekundarschulen des Typs Franco-Arabe bezeichnet, die einen Schwerpunkt auf die arabische zusätzlich zur französischen Sprache aufweisen. Der Collège d’Enseignement Technique d’Arlit (CET Arlit) ist eine technische Fachschule. Die Berufsschule Institut Supérieur de Technologie (IST) bietet zwölf verschiedene technische Lehrgänge an.

### Verkehr
Durch den Bergbau verfügt die Stadt trotz ihrer abgeschiedenen Lage über eine relativ gute Infrastruktur, beispielsweise über einen Flughafen. Durch die Gemeinde verläuft die 980,9 Kilometer Nationalstraße 11 zwischen der Staatsgrenze zu Algerien im Norden und der Staatsgrenze zu Nigeria im Süden. In Arlit zweigt die 249 Kilometer lange Route 122 nach Timia von der Nationalstraße 11 ab. Durch die asphaltierte Nationalstraße 11 nach Agadez liegt Arlit heute an der Hauptstrecke der sogenannten Hoggar-Piste, dem Verkehrsweg vom algerischen Tamanrasset durch die Sahara nach Niger. Von Norden aus gesehen endet hier die Sandpiste und geht in eine Asphaltstraße über. Dennoch wird die ausgebaute Strecke über Arlit auch heute noch von einem beachtlichen Teil der im Transsaharahandel von und nach Algerien kommenden und am Grenzort Assamaka abgefertigten LKWs gemieden. Insbesondere der Warenverkehr in die südwestlichen Regionen des Nigers sowie der Hauptstadt Niamey erfolgt oft weiterhin an Arlit vorbei über kürzere Pisten, die zum Teil den alten Karawanenwegen folgen. Landschaftlich geht auf der Strecke nach Agadez die hier noch völlig vegetationslose Wüste nach und nach in die zunächst noch spärlich bewachsene und später mit immer mehr Bäumen durchsetzte Sahelzone über.

## Persönlichkeiten
- Amadou Moutari (* 1994), Fußballspieler